# Boquete
Boquete är en liten stad i Panamas högland som ligger nära floden Caldera i Panamas västligaste provins, Chiriquí. Staden ligger cirka 60 kilometer från gränsen till Costa Rica. På grund av sin höjd, ca 1200 meter över havet, är klimatet svalare än i låglandet. Dess natursköna läge, temperatur, och den naturliga miljön gör den mycket populär bland panamaner och turister från hela världen.